# بابلو رودريغيز (لاعب كرة قدم مواليد 1975)
بابلو رودريغيز (بالإسبانية: Pablo Jesús Rodríguez Méndez)‏ هو لاعب كرة قدم إسباني في مركز الوسط، ولد في 7 يونيو 1975 في Viveiro ‏ في إسبانيا. لعب مع أتليتيكو بالياريس وديبورتيفو فابريل وراسينغ فيرول ونادي جيرونا ونادي كومبوستيلا ونادي لوغو ونادي ليغانيس.